# Джордж Гарді (тенісист)
Джордж Гарді (англ. George Hardie; нар. 19 лютого 1953) — колишній американський тенісист.
Найвищу одиночну позицію світового рейтингу — 80 місце досяг 30 січня, 1978 року.
Здобув 1 парний титул.
Найвищим досягненням на турнірах Великого шолома було 2 коло в одиночному та парному розрядах.

## Фінали турнірів Гран-прі/WCT за кар'єру

### Одиночний розряд: 1 (0–1)
| Результат | W/L | Дата     | Турнір        | Покриття | Суперник     | Рахунок  |
| --------- | --- | -------- | ------------- | -------- | ------------ | -------- |
| Поразка   | 0–1 | Лют 1975 | Літл-Рок, США | Килим    | Біллі Мартін | 2–6, 6–7 |

### Парний розряд: 2 (1–1)
| Результат | W/L | Дата     | Турнір         | Покриття | Партнер       | Суперники                         | Рахунок       |
| --------- | --- | -------- | -------------- | -------- | ------------- | --------------------------------- | ------------- |
| Перемога  | 1–0 | Бер 1978 | Лагос, Нігерія | Ґрунт    | Саші Менон    | Колін Даудесвелл Юрген Фассбендер | 6–3, 3–6, 7–5 |
| Поразка   | 1–1 | Бер 1978 | Каїр, Єгипет   | Ґрунт    | Літо Альварес | Ісмаїл Ель-Шафей Браян Феерлі     | 3–6, 5–7, 2–6 |

## Титули на челленджерах

### Парний розряд: (1)
| Ранг | Рік  | Турнір                          | Покриття | Партнер     | Суперники            | Рахунок       |
| ---- | ---- | ------------------------------- | -------- | ----------- | -------------------- | ------------- |
| 1.   | 1981 | Сан-Луїс-Потосі (штат), Мексика | Ґрунт    | Бред Дрюетт | Річ Ендрюс Кевін Кук | 5–7, 6–3, 7–6 |